# Чаша любви
Чаша любви (англ. loving cup) — древнеанглийский церемониальный сосуд и связанный с ним обычай. Тяжелая большая чаша или кубок, которую в знак преданности и любви либо примирения пили по очереди двое, при этом необходимость держать руки на ручках чаши и открывать её крышку, возможно, была призвана защитить их от вероломства и нападения со стороны друг друга.

## Марк Твено чаше любви («Принц и нищий»)
Чаша любви и связанный с нею обряд древнее, чем история Англии. Полагают, что англичане и то и другое заимствовали из Дании. Как далеко ни смотри в глубь веков, ни одна из английских пирушек не обходилась без чаши любви. Вот каким образом объясняет предание связанный с нею обряд. В старое время, когда нравы были суровы и грубы, мудрая предосторожность требовала, чтобы у обоих участников пира, пьющих из чаши любви, были заняты обе руки, иначе могло случиться, что в то время, покуда один изъясняется другому в чувствах любви и преданности, тот пырнет его ножом. (прим.авт.)